# Mistrovství Evropy v atletice do 23 let 2007

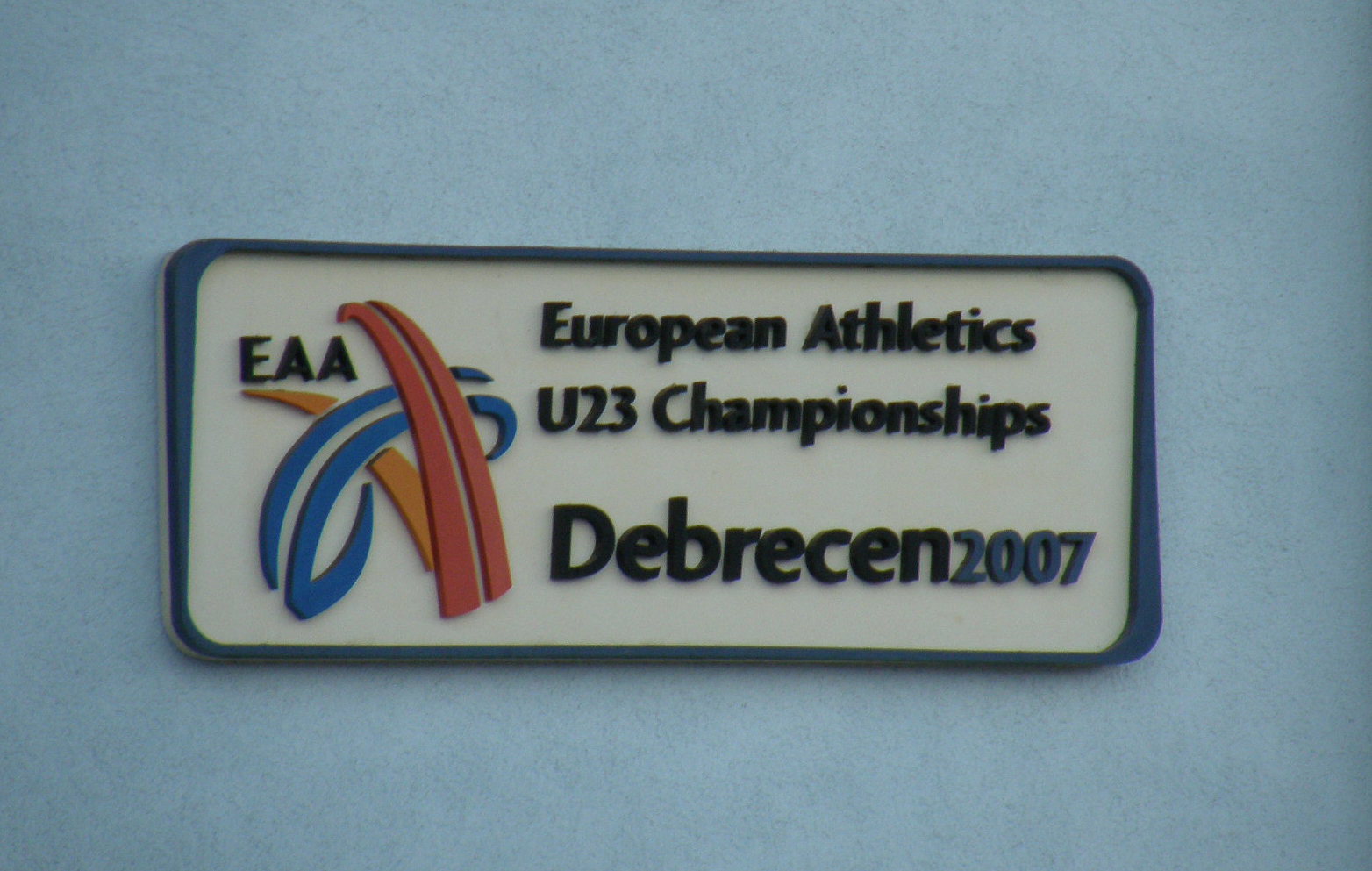
Logo mistrovství Evropy do 23 let v Debrecínu

6. Mistrovství Evropy v atletice do 23 let se uskutečnilo ve dnech 12. – 15. července 2007 v Maďarsku na Gyulai István Athletic Stadium v Debrecínu. Na programu bylo dohromady 44 disciplín (22 mužských a 22 ženských).
Mezi největší hvězdy šampionátu patřili Rumunka Angela Morosanuová (400 m př.), Polka Katarzyna Kowalská (3000 m př.), Ruska Taťana Šemjakinová (chůze na 20 km), Ukrajinka Kateryna Karsaková (hod diskem), Němka Linda Stahlová (hod oštěpem), Bělorus Andrej Kravčenko (desetiboj) a Brit Simeon Williamson, kteří překonali rekord šampionátu. 
Ruská štafeta na 4×400 m žen ve složení Olga Šulikovová, Xenija Zadorinová, Jelena Novikovová, Ljudmila Litvinovová překonala rekord šampionátu, britská štafeta na 4×100 m mužů ve složení Ryan Scott, Craig Pickering, Rikki Fifton, James Ellington vyrovnala evropský rekord do 23 let a ruská štafeta na 4×400 m mužů ve složení Maxim Dyldin, Děnis Alexejev, Arťom Sergejenkov, Anton Kokorin vytvořila nový evropský rekord do 23 let.
Stříbrnou medaili v hodu diskem vybojovala původně Ruska Darja Piščalnikovová. Kvůli dopingu však byly všechny její výsledky, kterých dosáhla od 10. dubna 2007 anulovány.

## Medailisté

### Muži
| Disciplína      | Zlato                                                                            | Stříbro                                                                               | Bronz                                                                     |
| 100 m           | Simeon Williamson 10,10                                                          | Craig Pickering 10,14                                                                 | Martial Mbandjock 10,27                                                   |
| 200 m           | Visa Hongisto 20,84                                                              | Vojtěch Šulc 20,91                                                                    | Rikki Fifton 21,02                                                        |
| 400 m           | Děnis Alexejev 45,69                                                             | Željko Vincek 45,69                                                                   | Kacper Kozłowski 45,86                                                    |
| 800 m           | Marcin Lewandowski 1:49,94                                                       | Oleksandr Osmolovyč 1:50,21                                                           | Abdesslam Merabet 1:50,31                                                 |
| 1500 m          | Álvaro Rodriguez 3:44,00                                                         | Yohan Durand 3:44,38                                                                  | Barnabás Bene 3:44,47                                                     |
| 5000 m          | Noureddine Smaïl 13:53,15                                                        | Andrej Safronov 13:54,04                                                              | Kemal Koyuncu 13:54,32                                                    |
| 10 000 m        | Anatolij Rybakov 29:09,89                                                        | Michel Butter 29:12,95                                                                | Daniele Meucci 29:18,26                                                   |
| 110 m př.       | Konstadínos Douvalidis 13,49                                                     | Adrien Deghelt 13,59                                                                  | Emanuele Abate 13,66                                                      |
| 400 m př.       | David Greene 49,58                                                               | Fadil Bellaabouss 49,58                                                               | Milan Kotur 50,14                                                         |
| 3000 m př.      | Mahiedine Mekhissi 8:33,91                                                       | Ildar Minšin 8:34,27                                                                  | Balázs Ott 8:35,04                                                        |
| Štafeta 4×100 m | Spojené království 38,95 Ryan Scott Craig Pickering Rikki Fifton James Ellington | Portugalsko 39,37 Dany Gonçalves Arnaldo Abrantes Ricardo Martins Yazaldes Nascimento | Finsko 39,53 Hannu Hämäläinen Visa Hongisto Rami Jokinen Jonathan Åstrand |
| Štafeta 4×400 m | Rusko 3:02,13 Maxim Dyldin Děnis Alexejev Arťom Sergejenkov Anton Kokorin        | Polsko 3:04,76 Grzegorz Klimczyk Patryk Baranowski Piotr Dabrowski Kacper Kozłowski   | Německo 3:05,25 Jonas Plass Florian Schwalm Matthias Bos Martin Grothkopp |
| Chůze na 20 km  | Valerij Borčin 1.20:43                                                           | Andrej Krivov 1.21:51                                                                 | Sergej Bakulin 1.23:33                                                    |
| Skok do výšky   | Linus Thörnblad 2,24 m                                                           | Benjamin Lauckner 2,21 m                                                              | Jussi Viita 2,21 m                                                        |
| Skok o tyči     | Pavel Prokopenko 5,75 m                                                          | Jesper Fritz 5,70 m                                                                   | Denys Fedas 5,65 m                                                        |
| Skok daleký     | Michal Rosiak 7,94 m                                                             | Petteri Lax 7,89 m                                                                    | Roman Novotný 7,89 m                                                      |
| Trojskok        | Gary White 16,33 m                                                               | Adrian Swiderski 16,29 m                                                              | Jurij Žuravljev 16,22 m                                                   |
| Vrh koulí       | Jakub Giza 19,87 m                                                               | Luka Rujevic 19,55 m                                                                  | Alexandr Grekov 19,13 m                                                   |
| Hod diskem      | Martin Wierig 61,10 m                                                            | Jan Marcell 58,48 m                                                                   | Apostolos Parellis 58,16 m                                                |
| Hod kladivem    | Yury Shayunou 74,92 m                                                            | Kristóf Németh 72,56 m                                                                | Marcel Lomnický 72,17 m                                                   |
| Hod oštěpem     | Alexander Vieweg 79,56 m                                                         | Karlis Alainis 76,83 m                                                                | Oleksandr Pjatnycja 76,28 m                                               |
| Desetiboj       | Andrej Kravčenko 8 492 bodů                                                      | Pascal Behrenbruch 8 239 bodů                                                         | Arkadij Vasiljev 8 179 bodů                                               |

### Ženy
| Disciplína      | Zlato                                                                                  | Stříbro                                                                                              | Bronz                                                                                        |
| 100 m           | Verena Sailerová 11,66                                                                 | Montell Douglasová 11,66                                                                             | Myriam Soumaréová 11,66                                                                      |
| 200 m           | Julija Čermošanská 23,19                                                               | Nelly Bancová 23,36                                                                                  | Marta Jeschkeová 23,42                                                                       |
| 400 m           | Ljudmila Litvinovová 51,25                                                             | Olga Šulikovová 51,57                                                                                | Xenija Zadorinová 51,78                                                                      |
| 800 m           | Maria Šapajevová 2:00,86                                                               | Élodie Guéganová 2:01,26                                                                             | Vanja Perisicová 2:01,34                                                                     |
| 1500 m          | Abby Westleyová 4:15,48                                                                | Lizi Brathwaiteová 4:16,45                                                                           | Taťána Beltjukovová 4:16,49                                                                  |
| 5000 m          | Laura Kenneyová 16:22,28                                                               | Volha Mininaová 16:27,31                                                                             | Marta Romová 16:29,56                                                                        |
| 10 000 m        | Volha Mininaová 33:06,37                                                               | Irina Sergejevová 33:08,69                                                                           | Alina Alexejevová 33:09,63                                                                   |
| 100 m př.       | Nevin Yanitová 12,90                                                                   | Christina Vukicevicová 13,08                                                                         | Jessica Ennisová 13,09                                                                       |
| 400 m př.       | Angela Morosanuová 54,50                                                               | Irina Obedinová 55,19                                                                                | Zuzana Hejnová 55,93                                                                         |
| 3000 m př.      | Katarzyna Kowalská 9:39,40                                                             | Ancuța Bobocelová 9:41,84                                                                            | Sara Moreiraová 9:42,47                                                                      |
| Štafeta 4×100 m | Rusko 43,67 Yuna Mekhti-Zade Xenija Vdovinová Natalia Murinovičová Julija Čermošanská  | Německo 43,75 Anne-Kathrin Elbeová Verena Sailerová Mareike Petersová Anne Möllingerová              | Polsko 43,78 Paulina Siemieniaková Ewelina Kloceková Marta Jeschkeová Iwona Brzezinská       |
| Štafeta 4×400 m | Rusko 3:26,58 Olga Šulikovová Xenija Zadorinová Jelena Novikovová Ljudmila Litvinovová | Francie 3:30,56 Marie-Angélique Lacordelleová Symphora Béhiová Virginie Michanolová Thélia Sigèreová | Ukrajina 3:33,90 Hanna Platicynová Ksenija Karandjuková Julija Irhinová Oleksandra Pejčevová |
| Chůze na 20 km  | Taťana Šemjakinová 1.28:48                                                             | Světlana Solovjovová 1.33:58                                                                         | Olga Michajlovová 1.34:41                                                                    |
| Skok do výšky   | Světlana Školinová 1,92 m                                                              | Adonía Steryiou 1,92 m                                                                               | Ebba Jungmarková 1,89 m                                                                      |
| Skok o tyči     | Alexandra Kirjašovová 4,50 m                                                           | Anna Schultzeová 4,35 m                                                                              | Anna Battkeová 4,35 m                                                                        |
| Skok daleký     | Anna Nazarovová 6,81 m                                                                 | Denisa Ščerbová 6,80 m                                                                               | Jelena Sokolovová 6,71 m                                                                     |
| Trojskok        | Lilija Kulyková 14,39 m                                                                | Jekatěrina Kajukovová 14,11 m                                                                        | Anastasija Taranovová 13,99 m                                                                |
| Vrh koulí       | Irina Tarasovová 18,26 m                                                               | Denise Hinrichsová 17,56 m                                                                           | Anna Avdějevová 17,47 m                                                                      |
| Hod diskem      | Kateryna Karsaková 64,40 m                                                             | Veronika Watzeková 57,15 m                                                                           | Světlana Ivanovová 56,92 m                                                                   |
| Hod kladivem    | Maria Smaliačkovová 69,34 m                                                            | Lenka Ledvinová 67,63 m                                                                              | Natalija Zolotuchinová 67,00 m                                                               |
| Hod oštěpem     | Linda Stahlová 62,17 m                                                                 | Annika Sutheová 57,86 m                                                                              | Madara Palameikaová 57,07 m                                                                  |
| Sedmiboj        | Viktorija Žemaitytė 6 219 bodů                                                         | Jolanda Keizerová 6 219 bodů                                                                         | Julia Mächtigová 6 151 bodů                                                                  |

## Medailové pořadí
| Umístění | Stát               | Zlato | Stříbro | Bronz | Celkem |
| -------- | ------------------ | ----- | ------- | ----- | ------ |
| 1.       | Rusko              | 15    | 8       | 11    | 34     |
| 2.       | Spojené království | 6     | 3       | 2     | 11     |
| 3.       | Německo            | 4     | 6       | 3     | 13     |
| 4.       | Polsko             | 4     | 2       | 3     | 9      |
| 5.       | Bělorusko          | 4     | 1       | 0     | 5      |
| 6.       | Francie            | 2     | 5       | 3     | 10     |
| 7.       | Ukrajina           | 2     | 1       | 5     | 8      |
| 8.       | Švédsko            | 1     | 2       | 1     | 4      |
| 9.       | Finsko             | 1     | 1       | 2     | 4      |
| 10.      | Rumunsko           | 1     | 1       | 0     | 2      |
| 10.      | Řecko              | 1     | 1       | 0     | 2      |
| 12.      | Španělsko          | 1     | 0       | 1     | 2      |
| 12.      | Turecko            | 1     | 0       | 1     | 2      |
| 14.      | Litva              | 1     | 0       | 0     | 1      |
| 15.      | Česko              | 0     | 4       | 2     | 6      |
| 16.      | Nizozemsko         | 0     | 2       | 0     | 2      |
| 17.      | Chorvatsko         | 0     | 1       | 2     | 3      |
| 17.      | Maďarsko           | 0     | 1       | 2     | 3      |
| 19.      | Lotyšsko           | 0     | 1       | 1     | 2      |
| 19.      | Portugalsko        | 0     | 1       | 1     | 2      |
| 21.      | Belgie             | 0     | 1       | 0     | 1      |
| 21.      | Norsko             | 0     | 1       | 0     | 1      |
| 21.      | Rakousko           | 0     | 1       | 0     | 1      |
| 24.      | Itálie             | 0     | 0       | 2     | 2      |
| 25.      | Kypr               | 0     | 0       | 1     | 1      |
| 25.      | Slovensko          | 0     | 0       | 1     | 1      |